# Maison du XVIe siècle (Chavannes-sur-Suran)
La maison datant du XVIe siècle est une maison située à Chavannes-sur-Suran, ancienne commune appartenant à la commune nouvelle de Nivigne-et-Suran dans le département de l'Ain. 

## Protection
La maison fait l’objet d’une inscription au titre des monuments historiques depuis le 21 juillet 1947. 